# Ceratomansa prima
Ceratomansa prima là một loài tò vò trong họ Ichneumonidae.